# Trzecia część
Trzecia Część – trzeci album studyjny polskiego zespołu hip-hopowego Yez Yez Yo. Wydawnictwo ukazało się 19 czerwca 2009 roku nakładem wytwórni muzycznej Pokazz Records. Gościnnie na albumie występują między innymi Pih, Onar oraz Chada. Nagrania wyprodukował Donatan.
Do utworów "Trendowaty", "Wszystko co mam" i "Pokazz styl" zostały zrealizowane teledyski.

## Lista utworów
Opracowano na podstawie materiału źródłowego.
1. "Intro" (gościnnie: Przemek Grabowski) - 1:00
2. "Trendowaty" (gościnnie: Pih) - 4:12
3. "Palimy prawo" (gościnnie: Onar) - 3:50
4. "Trzecia część" - 3:13
5. "60 lat" - 3:54
6. "Sąd ostateczny" (gościnnie: Chada) - 3:49
7. "Sie nie poddawaj" (gościnnie: Młody) - 3:28
8. "D.I.S." - 6:23
9. "Plaża" - 2:54
10. "Va bank" - 4:05
11. "Wolność" - 3:43
12. "W tym fachu" (gościnnie: WdoWa) - 4:13
13. "Kiedy składasz obietnice..." - 3:25
14. "Zanim przewiniesz" - 3:19
15. "Wszystko co mam" (gościnnie: Dzieci) - 4:22
16. "Pokazz styl" - 3:01
17. "Siema" (utwór dodatkowy) - 3:26
18. "Witam was w NH" (utwór dodatkowy) - 3:09
19. "To ona (Bogini sexu)" (utwór dodatkowy) - 4:36
20. "Zgadnij kto wraca" (utwór dodatkowy) - 3:35